# Radikal 49
Radikal 49 mit der Grundbedeutung „selbst“ ist eines von 31 traditionellen Radikalen der chinesischen Schrift, die aus drei Strichen bestehen.
Mit nur wenigen Zeichenverbindungen in Mathews’ Chinese-English Dictionary nimmt es eine geringe Häufigkeit ein. 
Das Radikal tritt in drei Varianten mit unterschiedlicher Aussprache und Bedeutung auf:
- 己 (jǐ) = persönlich, selbst;
- 已 (yǐ) = schon, bereits; allzu, danach;
- 巳 (sì) = der sechste Erdzweig, dem als Tier die Schlange (蛇 shé) zugeordnet ist.

Mit der Bedeutung „selbst“ gibt es noch das Radikal 132 自.

## Schriftzeichenverbindungen, die vom Radikal 49 regiert werden
| Striche | Zeichen     |
| ------- | ----------- |
| +0      | 己 已 巳    |
| +01     | 巴          |
| +04     | 巵          |
| +05     | 巶          |
| +06     | 巷 巸 巹 巺 |
| +07     | 巼          |
| +09     | 巽          |

 Im Unicodeblock Kangxi-Radikale ist das Radikal 49 unter der Codepointnummer 12.080 (U+2F30) codiert.